# Якутская трагедия
Якутская трагедия (Монастырёвский бунт, Монастырёвка или «Монастырёвская трагедия») — подавление организованного вооружённого протеста политических ссыльных в Якутске 22 марта 1889 года. Крупное событие в истории сибирской политической ссылки.

## Ход событий

### Предыстория
К весне 1889 года в Якутске скопилось более 30 политических ссыльных (в основном народовольцы), среди которых были беременные и больные. Вице-губернатор Осташкин сделал в отношении ссыльных ряд незаконных распоряжений. Значительная часть из них подлежала отправке в северные округа, что означало фактическую смерть: по прибытии в Якутск ссыльным не было предоставлено время на покупку необходимой провизии и тёплой одежды для продолжения пути далее в Среднеколымск, а путь туда пролегал по ненаселённой территории, поэтому необходимо было везти с собой полушубки, пимы, бельё, хлеб, мясо и прочий провиант. Ссыльные собирались в доме Монастырёва, где обсуждали книги и общались с социал-демократами. Этот же дом стал для них штабом.
Обсуждая план ответных действий, революционеры рассматривали варианты бежать обратно в центральную Россию, устроить серию одиночных протестов или даже напасть на Осташкина. Но в итоге ссыльные юристы А. Л. Гаусман и О. С. Минор решили действовать мирно и подготовить письменный отказ отправляться в путь на выставленных вице-губернатором условиях.
21 марта ссыльные отправились к якутскому полицмейстеру с просьбой принять петицию о пересмотре новой инструкции. Но диалог не состоялся: чиновник накричал на делегацию («Никаких прошений скопом не подают!»), а в ответ из толпы кто-то угрожающе воскликнул «Как бы хуже не было». Полицмейстер, приняв все заявления, предписал ссыльным утром следующего дня собраться в доме Монастырёва, где им надлежало ждать ответа властей. Вечером 21 марта прошёл слух, что солдатам выдали боевые патроны. В ответ вооружились и некоторые ссыльные, в лавке Захарова ссыльными были куплены 4 револьвера и 100 патронов. Протестующие были вооружены револьверами Лефоше, у Сергея Пика был «Смит и Вессон».

### Ход боя
22 марта 33 ссыльных (по другим данным — 34: 29 евреев и 5 русских) собрались в доме Монастырёва. Утром в библиотеку пришел полицмейстер Сукачёв и вместо обещанного ответа на протесты велел назначенной партии отправляться в путь. Ссыльные отказались подчиняться требованиям. Ближе к полудню прибыла группа солдат под командованием подпоручика Карамзина окружила дом с ссыльными, а чуть позже и сам Осташкин. По одной из версий, первым выстрелил ссыльный Сергей Пик и был тут же убит ответным выстрелом. Н. Л. Зотов взял револьвер Пика, легко ранил подпоручика Карамзина и выстрелил два раза в Осташкина. Во второй раз пуля попала в пуговицу Осташкина и тот остался невредим. В ответ солдаты в течение десяти минут сделали около 750 выстрелов. Ссыльные решили прекратить сопротивление: на крыльцо вышел с белым платком и криком «Сдаёмся!» Муханов, но тут же был убит. Следом выбежали Ноткин и Шур — их постигла та же участь. Последней вышла с белым платком Наталья Осиповна Коган-Бернштейн. Погиб также П. П. Подбельский (отец В. Н. Подбельского), почти сразу скончалась беременная жена Сергея Пика Софья Гуревич – женщина, увидев смерть мужа, набросилась с револьвером на жандармов и была проткнута штыком. Всего в ходе столкновения с правительственными войсками погибли шестеро ссыльных, десять было ранено, со стороны нападающих трое ранены и один умер от ран.

### Итог
По окончании боя выживших отправили в тюрьму (до этого ссыльные в Якутске жили на вольных квартирах), а раненных в тюремную больницу. На докладе о якутских событиях Император Александр III написал: «Необходимо примерно наказать, я надеюсь, что подобные безобразия больше не повторятся». Заместитель министра внутренних дел Н. И. Шебеко телеграфировал иркутскому генерал-губернатору о «предаче военному суду по полевым уголовным законам, по ст. 279 Военного устава о наказании, на основании высочайшего именного указа Вашему сиятельству…». Была собрана «Военно-судная комиссия», которой было поручено судить гражданских лиц по законам военного времени «за вооруженное восстание с заранее обдуманным намерением».
Выжившие участники бунта предстали перед Якутским военным судом. Троих — А. Л. Гаусмана, Н. Л. Зотова, Л. М. Коган-Бернштейна — приговорили к смертной казни через повешение, четверых — к бессрочной каторге, ещё 20 человек — к различным срокам каторги. Смертные приговоры были приведены в исполнение в 4 часа утра 7 августа 1889 года вне ограды Якутской тюрьмы. Тяжелораненый Л. М. Коган-Бернштейн был повешен прямо с постели, к которой был прикован.

## Реакция общественности
События вызвали резкую реакцию либеральной российской и мировой общественности. В начале 1890 года нью-йоркские газеты Volkszeitung, Herald, The Banner опубликовали обличительные статьи. Английская Times под заголовком «Якутская бойня» разместила письма Бориса Геймана.
Российское правительство было вынуждено удовлетворить требования бунтовщиков и восстановить прежние правила отправки ссыльных.

## Память

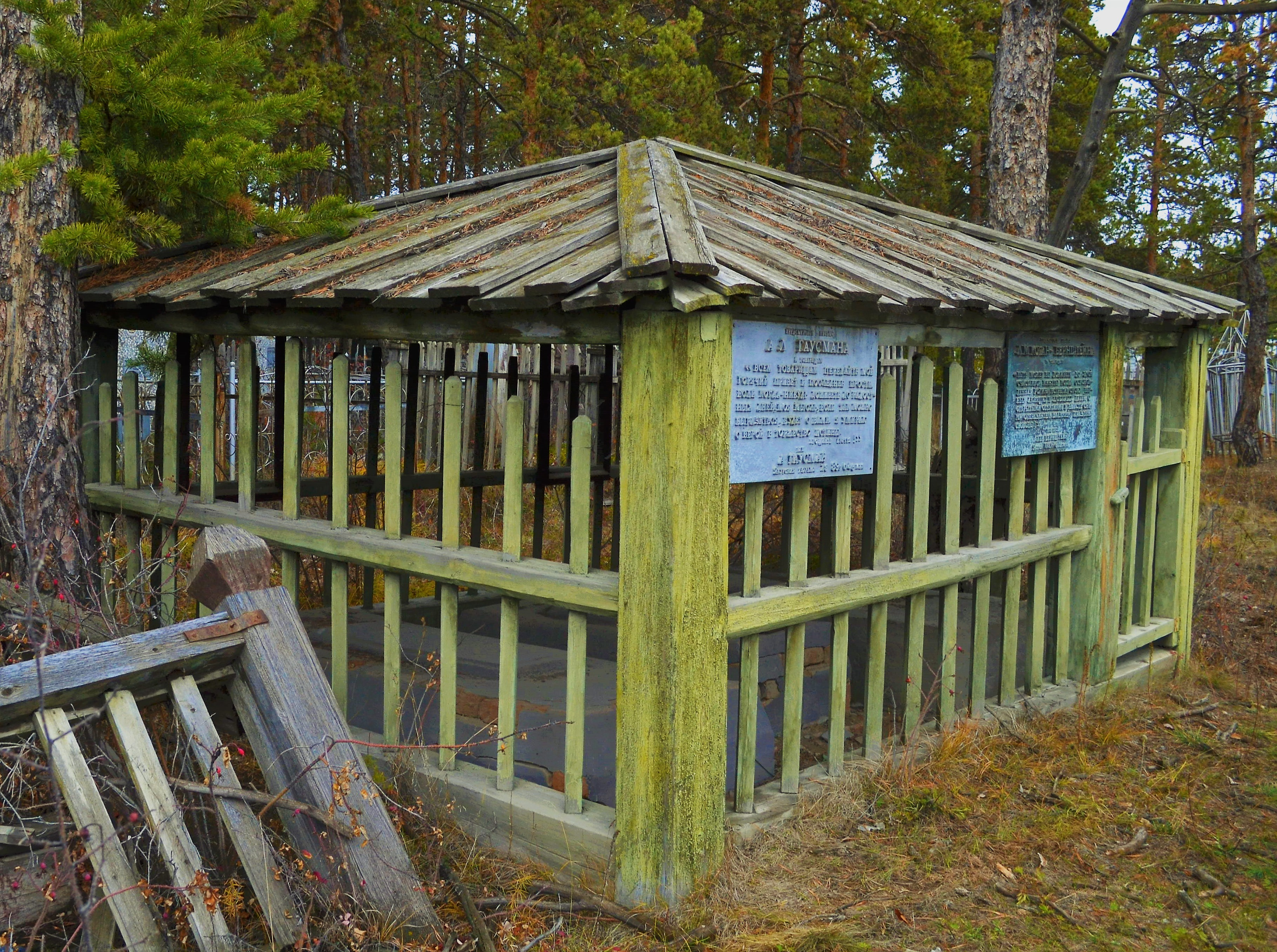
Братская могила «монастырёвцев» на Еврейском кладбище в Якутске

Еврейская община похоронила евреев-революционеров (С. Я. Гуревич, Я. Ноткина, Г. Шура, С. Пика, А. Л. Гаусмана и Л. М. Коган-Бернштейна) в братской могиле на Еврейском кладбище (ныне рядом с Парком культуры и отдыха). На могиле А. Л. Гаусмана был установлен памятник, но надписи на нём были уничтожены в марте 1890 года по приказу полиции. Остальные были похоронены на старом городском Никольском кладбище у Градо-Якутского Николаевского собора. В 2019 году братская могила на Еврейском кладбище получила статус объекта культурного наследия регионального значения.
Советская писательница А. Я. Бруштейн в автобиографической книге «Дорога уходит в даль…» изложила события Якутской трагедии от лица одного из ссыльных.
Дом Монастырёва в 1953 году был перенесён на территорию Якутского краеведческого музея, где стоит поныне.

## Комментарии
1. ↑  Рассказ ведётся от лица учителя Павла Григорьевича Розанова. По словам самой А. Я. Бруштейн его прообразом стал её собственный учитель Павел Григорьевич Розенталь, бывший политический ссыльный, который не был участником или очевидцем "Якутской трагедии", а рассказывал о ней с чужих слов. Но, когда мне понадобилось теперь рассказать ее советским детям, для кот[орых] книга предназначена, я дала ему рассказать это от 1-го лица, потому что так — сильнее, ярче, больше волнует и — хочу верить! — запомнится на всю жизнь, как запомнилось когда-то мне самой  — писала А. Я. Бруштейн[6]